# Hopalong Cassidy

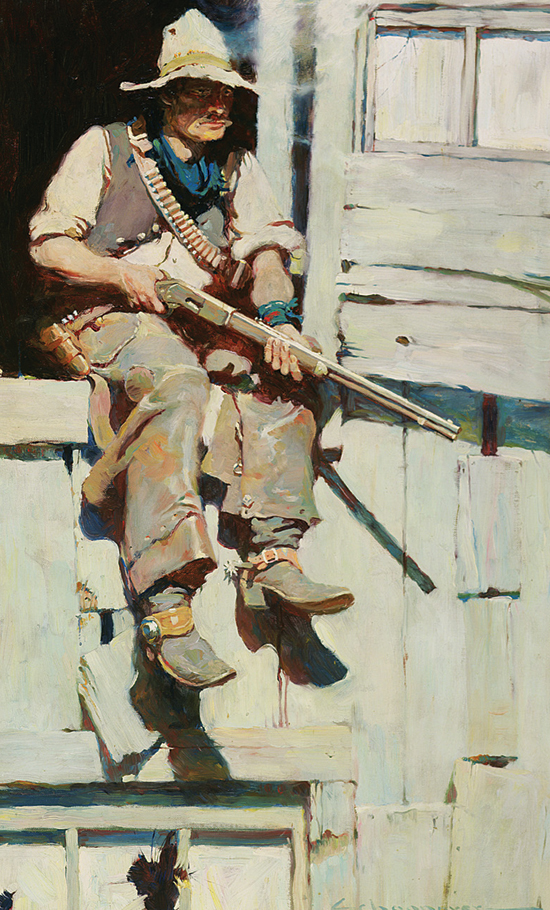
Hopalong prend le commandement, illustration de Frank Schoonover pour l'histoire de 1905 " The Fight at Buckskin "

Hopalong Cassidy est un cow-boy de fiction créé en 1904 par Clarence E. Mulford. Ce personnage a inspiré des romans, des bandes dessinées, des séries télévisées et apparaît dans des dizaines de films entre les années 1930 et 1950. Dans ceux-ci, il est incarné par William Boyd. L'acteur apparait également dans Sous le plus grand chapiteau du monde (film de 1952 de Cecil B. DeMille), où il est à nouveau présenté en tant que Hopalong Cassidy.

## Bande dessinée
- Une bande dessinée de Dan Spiegle a été publiée en feuilleton dans les quotidiens France Soir et La Nouvelle République du Centre-Ouest tous les jeudis du 21 octobre 1954 au 8 septembre 1960[1].

## Sources
1. ↑  Erwann Tancé, « Histoire de la BD dans la Nouvelle République: acte 14 Hopalong Cassidy, un beau cowboy pour une "légende américaine" tout en bulles », Le Blog de La Nouvelle République, 9 mars 2012.